# Associação Nordestina de Futebol Americano
A Associação Nordestina de Futebol Americano (ANEFA), entidade filiada à Confederação Brasileira de Futebol Americano (CBFA) fundada em 2006, que administra o futebol americano na Região Nordeste do Brasil.
A ANEFA organizou em 2008 e 2009 o Nordeste Bowl, também conhecido com NE Bowl, campeonato interestadual de futebol americano do Nordeste.